# Cinfães (freguesia)
Cinfães es una freguesia portuguesa del concelho de Cinfães, con 25,18 km² de superficie y 3.290 habitantes (2001). Su densidad de población es de 130,7 hab/km².